# خليل علولو
 خليل علولو، ولد بمدينة صفاقس عام 1942، رسام تونسي. أحرز على دبلوم مدرسة الفنون الجميلة- تونس، ويشتغل منذ 1963 أستاذا للتربية الفنية. أقام عددا من المعارض الشخصية كما يلي:
- 1971: بصفاقس
- 1975: بقاعة يحي- تونس
- 1976: بصفاقس
- 1977: بصفاقس
- 1984: بقاعة الأخبار- تونس
- وشارك في عدة معارض جماعية انتظمت بتونس وبالخارج، وخاصة منها الولايات المتحدة الأمريكية، المغرب، فرنسا...

1. 1 2 3 4   http://repertoire-artistestunisiens.com/khalil-aloulou/. {{استشهاد ويب}}: |url= بحاجة لعنوان (مساعدة) والوسيط |title= غير موجود أو فارغ (من ويكي بيانات) (مساعدة)